# Hans Rosenplüt
Hans Rosenplüt (Rosenblüth, Rosenblut) der Schnepperer (* um 1400 in Nürnberg; † wohl Sommer 1460 in Nürnberg) war Büchsenmeister, Wappenmaler und Dichter.

## Leben
Hans Rosenplüt verbrachte den größten Teil seines Lebens in Nürnberg und dichtete zwischen 1431 und 1460 vorwiegend Sprüche, Spruchgedichte und Reimreden. Nach eigenen Angaben war er seinem Berufe nach ein „Wappenmaler/Wappenaufreißer“:
„Ich bin kein vngehewer

Und bin ein frembder abentewrer

Zu Fürsten zu Heren zu Kunigen und zu Keysern

Und bin irer Wappen eyn nachreyser

Nach Adams ere zu plasonniren

Und auch ir varb zu dividiren 

Und such an iren Höfen mein narung.“
Besonders verdient machte er sich um das Fastnachtsspiel, das durch ihn zum literarischen Genre wurde. In diesem Genre ist er neben Hans Folz der bedeutendste Vertreter vor Hans Sachs.
Ein erster sicherer Beleg für sein Leben ist der im Jahre 1426 gestellte Antrag an den Nürnberger Rat um Aufnahme in die Bürgerschaft. Als sarwürht-Meister, also Kettenhemd-Macher, ist er schon ein Jahr später bezeugt. Seine Erwähnung im Jahre 1428 als Rotschmied, also Messinggießer, lässt den Schluss zu, dass er das Handwerk wechselte.
Im Jahre 1444 ernannte man ihn zum städtischen Büchsenmeister, was ihn zum Aufseher über das gesamte städtische Geschützwesen machte. Hans Rosenplüt war als Inhaber dieses Amtes in einer nicht unbedeutenden Rolle am „Nürnberger Markgrafenkrieg“ in den Jahren 1449/1450 beteiligt.
Da die letzte datierbare Dichtung von ihm aus dem Jahre 1460 stammt und seit dem dritten Quartal dieses Jahres seine Besoldung als Büchsenmeister endete, darf man wohl annehmen, dass er in diesem Jahr starb.

## Werke
Hans Rosenplüt werden etwa 25 Fastnachtsspiele, drei geistlich eingefärbte, didaktische Erzählungen, neun signierte und zwei unsignierte Maeren sowie 13 Reimreden zugeschrieben.
Die Maeren haben alle – mit zwei Ausnahmen, eines davon ist Der fünfmal getötete Pfarrer – erotischen Charakter, wobei oft Geistliche (ein Dompropst, Pfarrer, pfaffen oder Klostermönche) in der Rolle als Ehebrecher vorgestellt werden. In dem Maere Der Bildschnitzer von Würzburg ist diese Tendenz am deutlichsten, allerdings die Zuschreibung dieses Werkes an Hans Rosenplüt unsicher. Ebenfalls umstritten ist die Autorschaft Rosenplüts für die legendäre, aus 445 Reimpaarversen bestehende Erzählung Die Ärzte, in der die Ärzte Ippocras, Galienus und Orienes Wundererlebnisse im Dialog mit Jesus Christus erfahren. Wolfgang Spiewok schreibt die in Versen geschriebene Geschichte Die Wolfsgrube Rosenplüt zu. Sie findet sich in der Sammlung Altdeutsches Decamerone.
Sechs politisch-historische Gedichte verfasste er möglicherweise im Auftrag des Nürnberger Rates.
Ganz unsicher ist die Zuschreibung bei den zahlreichen unter seinem Namen überlieferten Klopfan-Sprüchen (einer Nürnberger Lokalgattung), sprichwortartigen Strophen, Bier- und Weingrüßen und Priameln.
Beispiel für Priamel von Rosenplüt:
Wer einem wolf trawt auf die haid

Vnd einem pawrn gelaubt auf seinen aid

Vnd einem munch auf sein gewissen,

Der ist hie vnd dort beschissen.
In heutigem Deutsch:
Wer einem Wolf traut auf der Heide

Und einem Bauern(?) glaubt auf seinem Eide

Und einem Mönch auf sein Gewissen,

Der wird hier und dort beschissen.

## Würdigung
In Berlin-Frohnau (Bezirk Reinickendorf) ist der Rosenplüterweg nach ihm benannt.
In Nürnberg gibt es die Rosenplütstraße.